# ویتسندورف
ویتسندورف (به آلمانی: Wietzendorf) یک شهر در آلمان است که در هایدکرایس واقع شده‌است. ویتسندورف ۴٬۰۷۱ نفر جمعیت دارد.

## نگارخانه

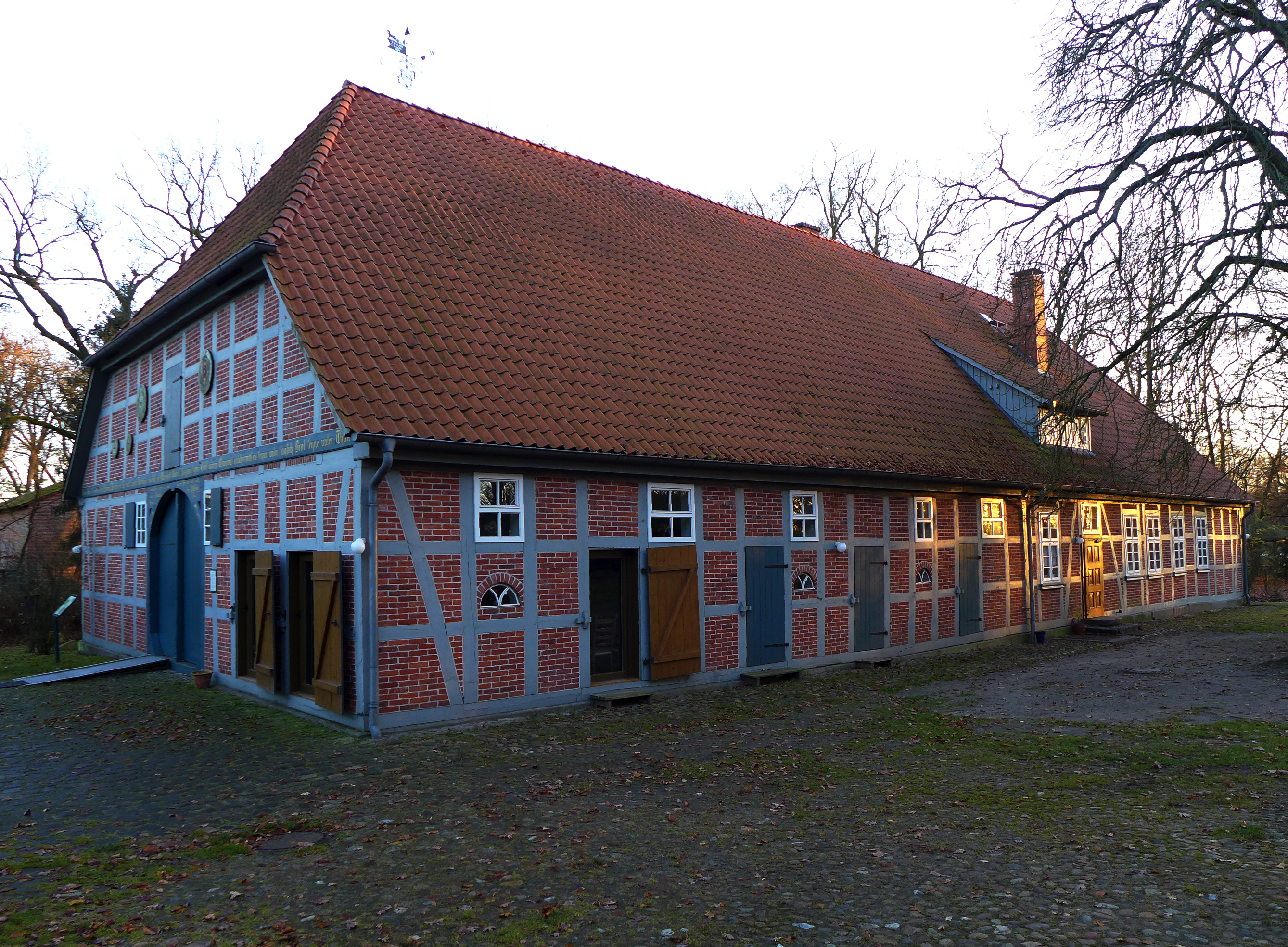
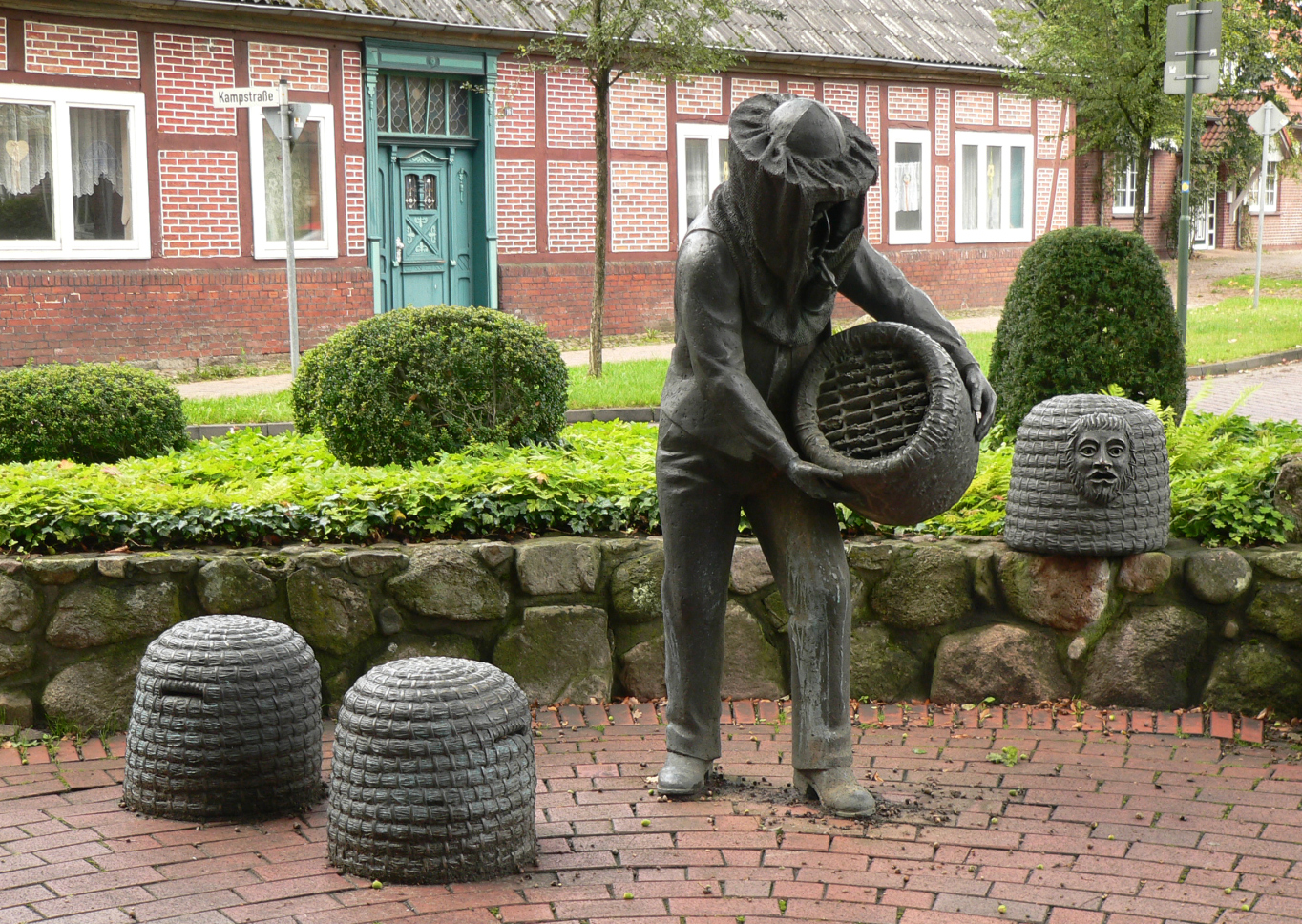
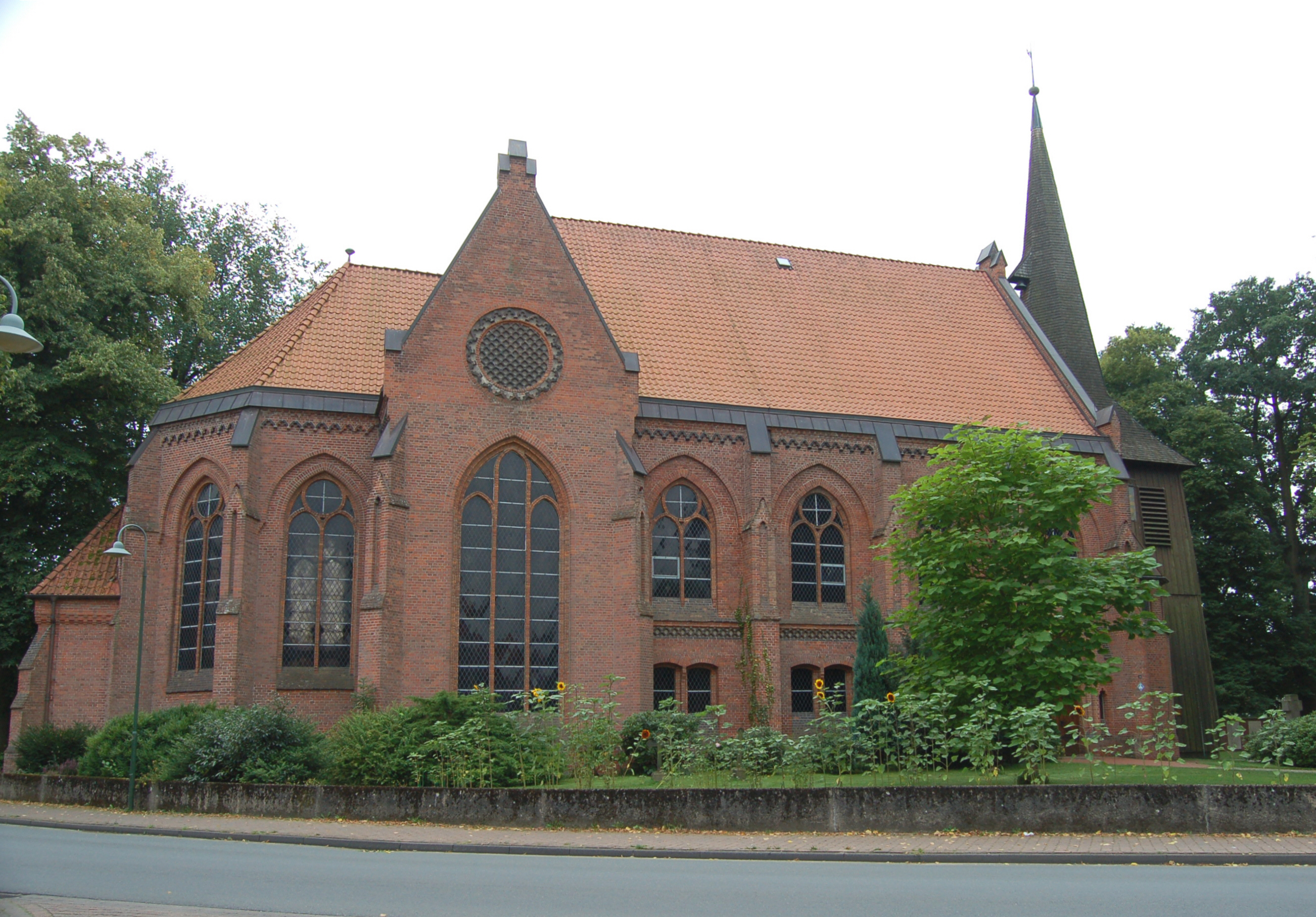
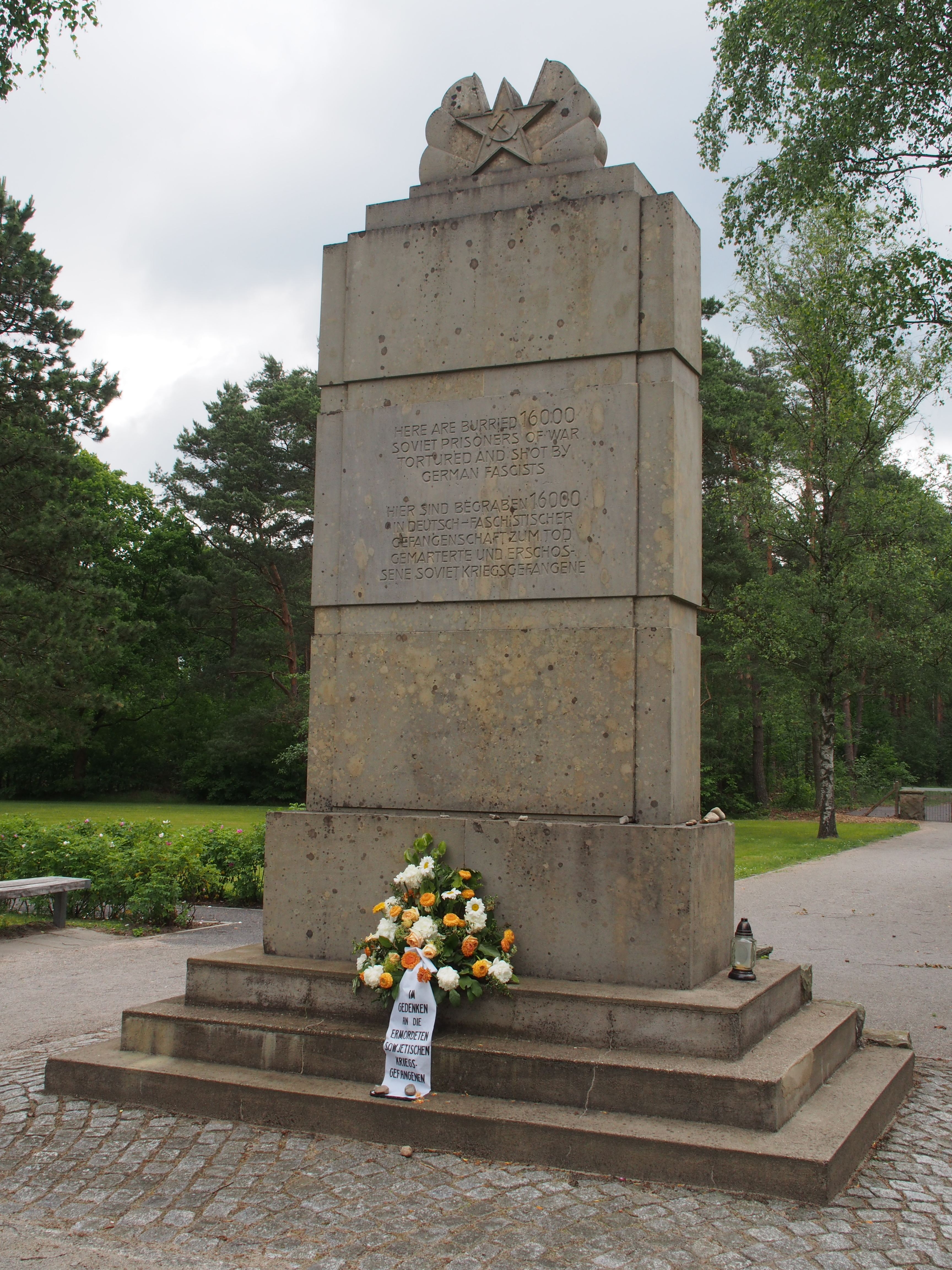